# Ріка Чорний Черемош з прибережною смугою
Рікá Чóрний Черéмош з приберéжною смýгою — гідрологічний заказник місцевого значення в Україні. Розташований у Верховинському районі Івано-Франківської області. 
Створений розпорядженням Івано-Франківської облдержадміністрації від 15.07.1996 року № 451 з метою збереження мальовничої гірської річки Чорний Черемош і цінних видів іхтіофауни: форелі струмкової, харіуса, вусача балканського. 
Відповідальними організаціями є Верховинська селищна рада, Зеленська, Красницька, Криворівнянська, Верхньоясенівська, Устеріківська, Ільцівська, Бистрецька сільські ради, Верховинський районний лісгосп, ДП «Верховинське лісове господарство, ДП «Гринявське лісове господарство».